# Cala en Forcat
La Cala en Forcat és una cala a l'illa de Menorca i concretament a l'Est del municipi de Ciutadella de Menorca.
Està situada a set quilòmetres de Ciutadella. L'accés és senzill, es pot aparcar gratuïtament. Platja semi-urbana, molt visitada, d'arena daurada, de textura intermèdia i aigües tranquil·les.
Situada entre Cap de Banyos i ses Dobles, així com al costat de la urbanització Els Delfins i pròxima a Cales Piques i Cala en Brut.